# Фосфид калия
Фосфи́д ка́лия (фо́сфористый ка́лий) — бинарное неорганическое соединение
калия и фосфора с формулой K3P. Зелёные кристаллы. Реакция этого вещества с водой крайне опасна, поскольку при этой реакции выделяется очень токсичный и горючий газ фосфин.

## Получение
- Действие паров фосфора на расплавленный калий:

{\displaystyle {\mathsf {3K+P\ {\xrightarrow {700^{o}C}}\ K_{3}P}}}

## Физические свойства
Фосфид калия образует кристаллы гексагональной сингонии, пространственная группа P 63/mmc, параметры ячейки a = 0,5691 нм, c = 1,005 нм, Z = 2.
Твёрдый, ядовитый, высокая теплоёмкость, разлагается при воздействии воды.

## Химические свойства
Сильный восстановитель. Реагирует с водой и влагой воздуха с выделением высокотоксичного и легковоспламеняющегося газообразного фосфина:
{\displaystyle {\mathsf {K_{3}P+3H_{2}O\longrightarrow 3KOH+PH_{3}\uparrow }}}